# فيتور بيريرا (لاعب كرة قدم برتغالي)
فيتور بيريرا هو لاعب كرة قدم برتغالي في مركز الوسط، ولد في 27 أغسطس 1978 في Vieira do Minho ‏ في البرتغال. لعب مع أولمبياكوس نيقوسيا وأونياو ليريا وبترو إتليتيكو وسبورتينغ براغا وموريرينسي ونادي إكستريمادورا.

## وصلات خارجية
- فيتور بيريرا على موقع قاعدة بيانات كرة القدم.إي يو (الإنجليزية)